# Tariel Gaprindaszwili
Tariel Gaprindaszwili (gruz. ტარიელ გაფრინდაშვილი; ur. 19 kwietnia 1996) – gruziński zapaśnik startujący w stylu wolnym. Zajął 27. miejsce na mistrzostwach świata w 2023.
Siódmy na mistrzostwach Europy w 2023. 
Piąty w Pucharze Świata w 2018. Mistrz świata U-23 w 2019. Trzeci na ME U-23 w 2019, MŚ i ME juniorów w 2016 roku.